# استان ویبو والنتیا

استان ویبو والنتیا (به ایتالیایی: Vibo Valentia) به مساحت ۱٬۱۳۹ کیلومتر مربع یکی از استان‌های ناحیهٔ کالابریای کشور ایتالیاست و مرکز آن شهر ویبو والنتیا می‌باشد.
این استان از ۱۴ شهرستان یا کُمونه تشکیل شده و جمعیت کل آن در سرشماری سال ۲۰۰۵ برابر با ۱۶۸٬۸۹۴ نفر بوده‌است.
سواحل آفتابی مدیترانه و پیاز قرمز تروپه‌آ از مهمترین درآمد های این استان محسوب می‌شوند. 

| فهرست شهرستان |
| ------------- |
| ۱-گریلو       |
| ۲-گالاتسی     |
| ۳-تاسن        |
| ۴-روسو        |
| ۵-مزئو        |
| ۶-آرنا        |
| ۷-فرنزه       |
| ۸-گرکو        |
| ۹-کرنواله     |
| ۱۰-مازوتا     |
| ۱۱-امازیتلی   |
| ۱۲-والنه      |
| ۱۳-مایولو     |
| ۱۴-کوستا      |